# Session III
Session III is een compositie van William Bolcom.
Net als Session II kwam het werk tot stand in een periode dat Bolcom zich geroepen voelde te voldoen aan de grillen van de klassieke muziek van de 20e eeuw. Dat viel hem (later) tegen en in het boekje bij onderstaande compact disc distantieert Bolcom zich een beetje van die werken. Er is geen melodielijn, geen vast ritme en er lijkt ook geen vast tempo te zijn. 
In 1994 legde het Detroit Chamber Winds & Strings het werk vast in de samenstelling van esklarinet, viool, cello, piano en percussie. Het platenlabel Koch International bracht het in 2000 op de markt. Doordat het genoemde platenlabel geen brood meer zag in klassieke muziek, is dat plaatje al enige jaren niet meer verkrijgbaar (anders dan 2e hands). 
De Group for Contemporary Music, waarin collega-componist Charles Wuorinen, speelde de première.